# Estação Bourse
Bourse é uma estação da linha 3 do Metrô de Paris, localizada no 2.º arrondissement de Paris.

## Localização na rede

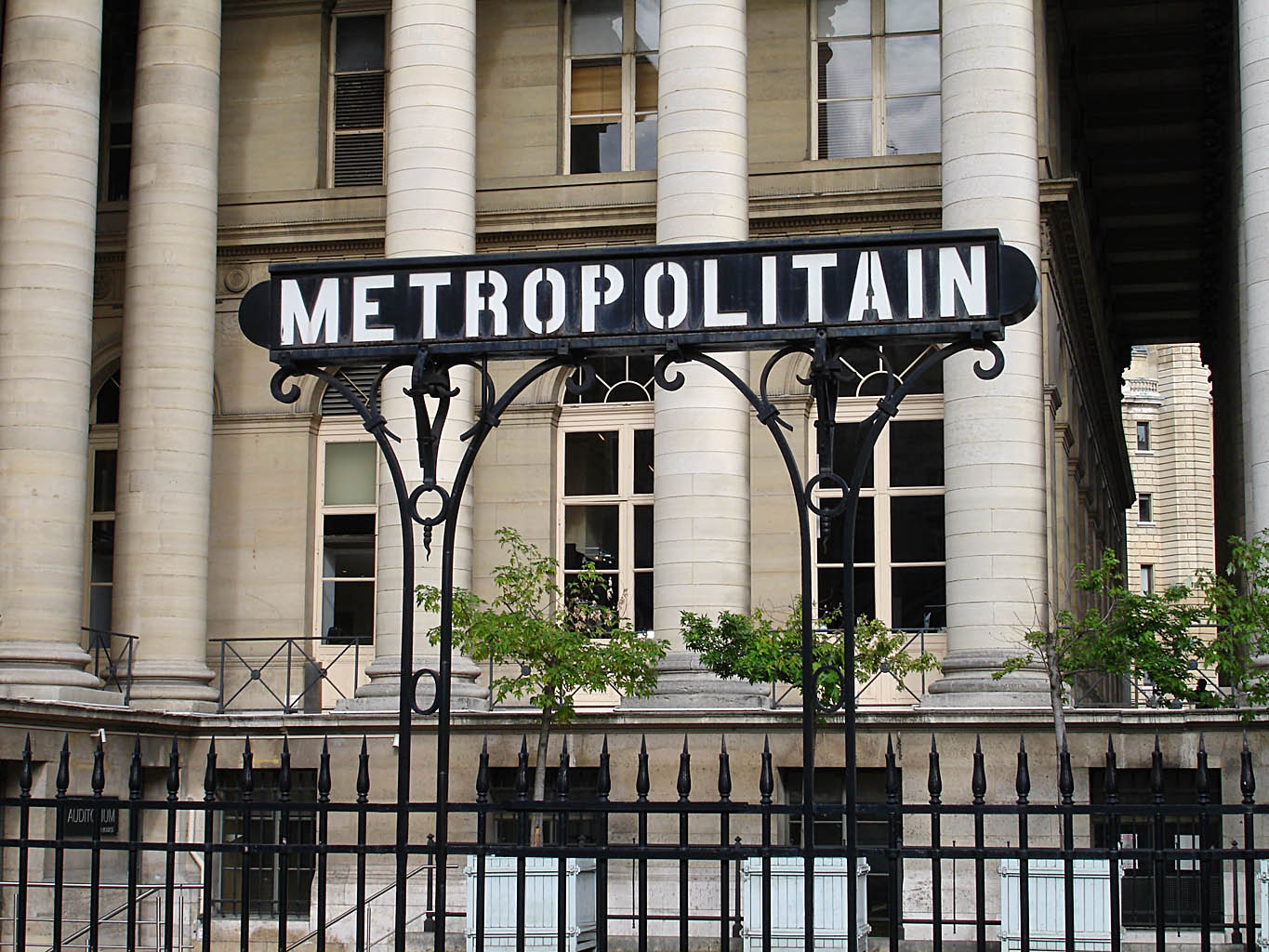
Painel de entrada do Metrô com a bolsa de Paris no plano de fundo.

A estação está situada sob a rue du Quatre-Septembre e a rue Réaumur, à direita da place de la Bourse.

## História
Em 2011, 3 350 796 passageiros entraram nesta estação. Ela viu entrar 3 288 142 passageiros em 2013, o que o coloca na 161.ª posição das estações de metrô por sua frequência.

## Serviços aos Passageiros

### Acessos
A estação tem dois acessos adjacentes ao Palais Brongniart, cujos arredores respectivos têm a particularidade de serem integrados aos portões que cercam este último:
- O acesso 1 "Palais Brongniart", constituído por uma escada fixa ao lado de uma escada rolante a montante, com uma inscrição atípica (METROPOLITAIN) acima dos portões, na esquina sudoeste do edifício;
- O acesso 2 "Rue Notre-Dame-des-Victoires", comportando uma escada fixa estabelecida na referida rua, na esquina sudeste do edifício.

### Plataformas
Bourse é um estação de configuração padrão: possui duas plataformas laterais, separadas pelas vias do metrô e a abóbada é elíptica. A decoração é de estilo usado para a maioria das estações de metro: as faixas de iluminação são brancas e arredondadas no estilo "Gaudin" da renovação do metrô da década de 2000, e as telhas em cerâmica brancas biseladas recobrem os pés-direitos, os tímpanos, a abóbada e as saídas dos corredores. Os quadros publicitários são em cerâmica branca e o nome da estação é em fonte Parisine em placas esmaltadas. Os assentos são do estilo "Akiko" de cor azul muito clara.

### Intermodalidade
A estação é servida pelas linhas 20, 29, 39, 48, 67, 74 e 85 da rede de ônibus RATP e, à noite, pelas linhas N15 e N16 da rede Noctilien.

## Pontos turísticos
- Bourse de Paris
- Palais Brongniart
- Prefeitura do 2.º arrondissement
- Biblioteca Nacional da França (sítio Richelieu)
- Basílica de Notre-Dame-des-Victoires
- Agence France-Presse